# Aach (bei Trier)

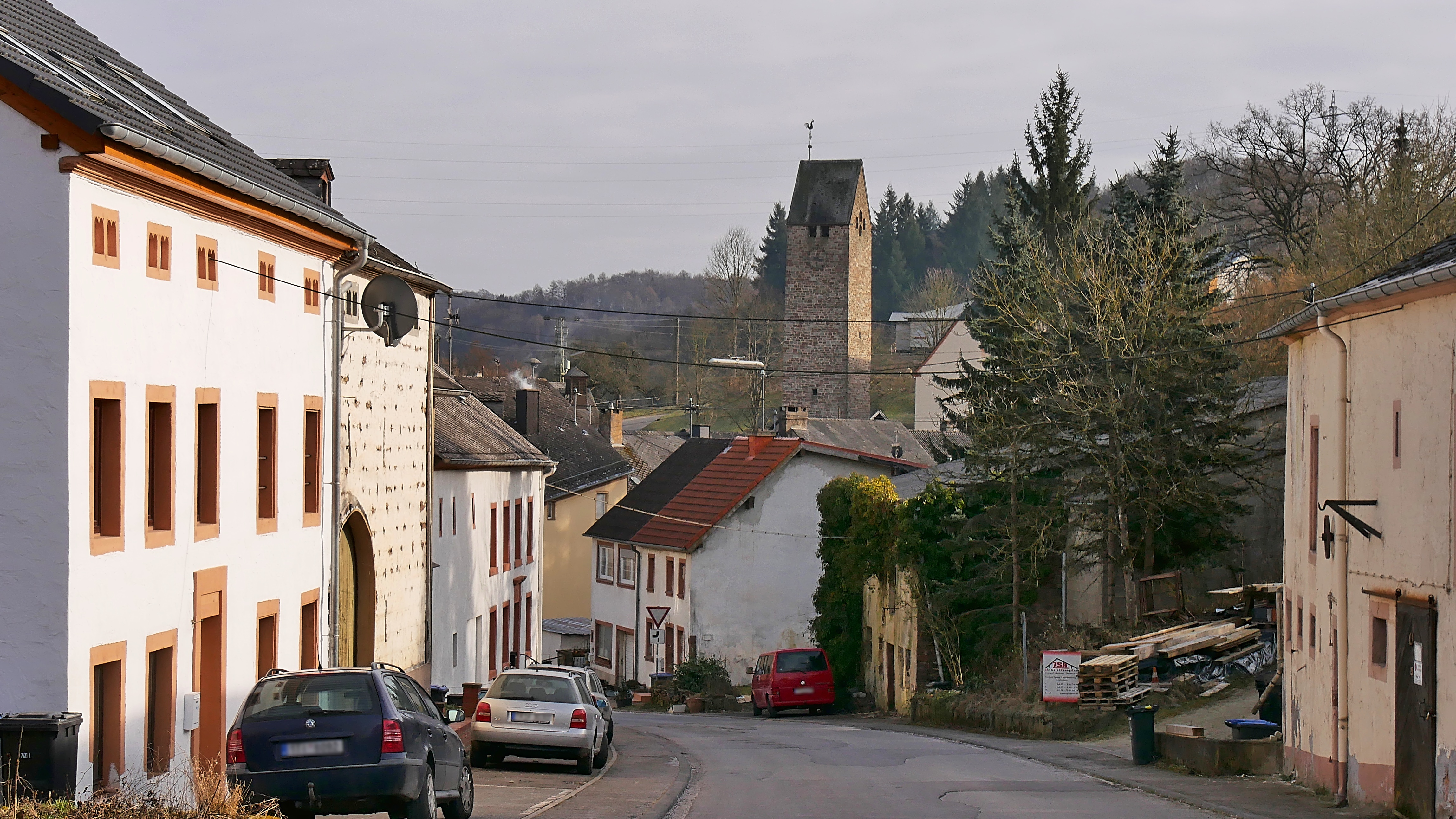
Blick von NNW auf den Ortskern

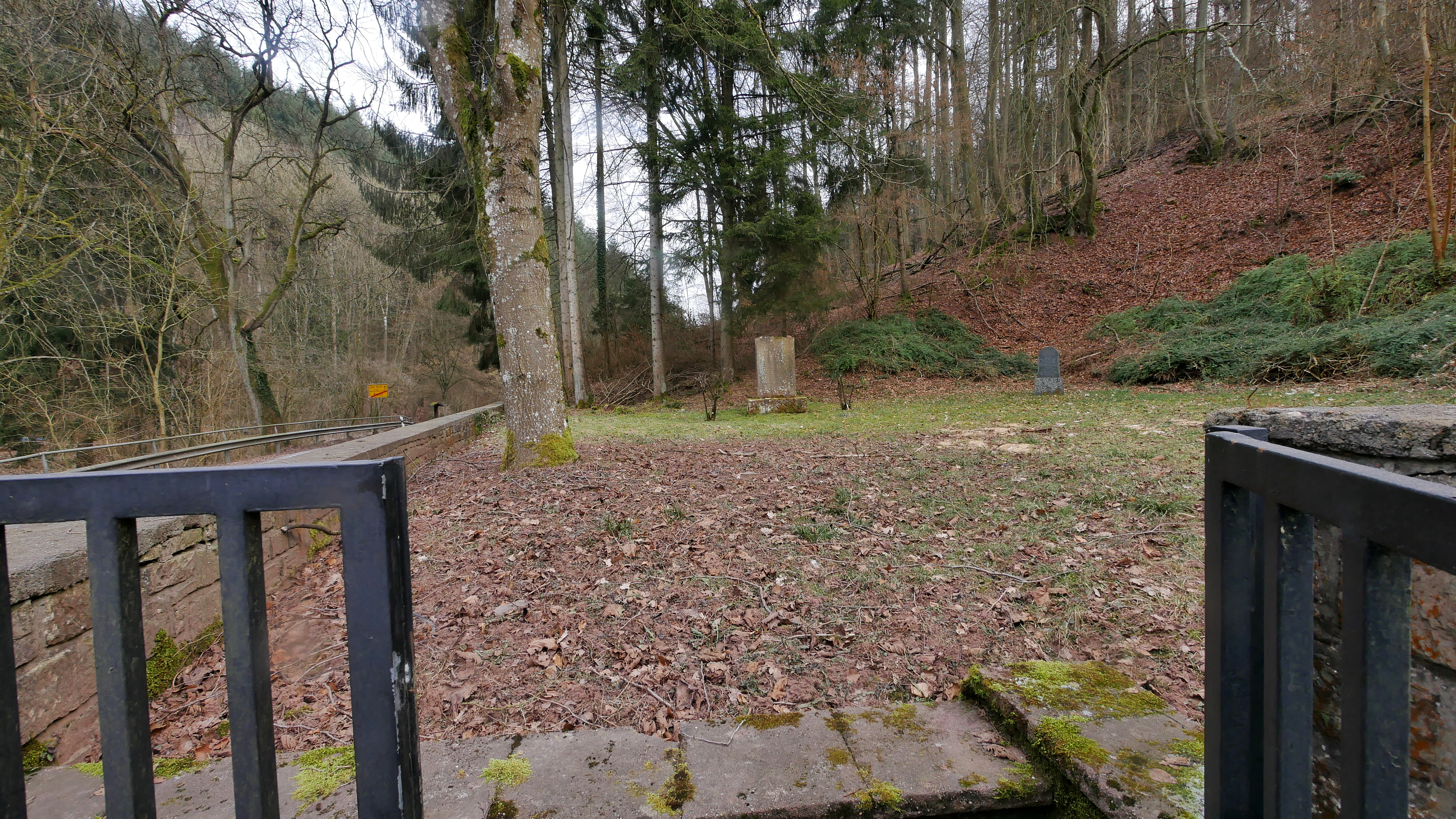
Jüdischer Friedhof

Aach (Ausspracheⓘ) ist eine Ortsgemeinde im Landkreis Trier-Saarburg in Rheinland-Pfalz. Sie gehört der Verbandsgemeinde Trier-Land an.

## Geographische Lage
Die Gemeinde Aach liegt am Rande des Stadtgebiets von Trier, ca. sechs Kilometer nördlich der Stadtmitte und gehört geographisch zur Südeifel.
Ortsteile sind der Hauptort Aach, die Ortschaften Hohensonne und Wehrborn sowie der östlich der Bundesstraße 51 gelegene Teil von Neuhaus. Der westliche Teil von Neuhaus gehört zur Ortsgemeinde Trierweiler. Aach hat mit seinen Ortsteilen insgesamt rund 1100 Einwohner.
Nachbargemeinden sind Newel, Ralingen und Trierweiler.

## Geschichte
Auf eine frühe Besiedlung weisen bronzezeitliche und römische Funde hin. Erstmals erwähnt wurde Aach im Jahre 953 unter dem Namen Aquacuum. Obwohl das Dorf in der Nähe Triers lag, war es nicht Teil des Kurfürstentums Trier, sondern gehörte als reichsfreie Herrschaft dem Trierer Benediktinerinnenkloster St. Irminen, wovon heute noch ein barocker Stiftshof aus dem Jahr 1752 zeugt. Die Reichsfreiheit hatte zur Folge, dass sich hier im 16. Jahrhundert nach ihrer Vertreibung aus Trier viele Juden ansiedelten, wovon heute noch eine 1860 erbaute Synagoge und ein Judenfriedhof zeugen. Einige Aacher jüdischen Glaubens konnten nach der sogenannten Machtergreifung der Nationalsozialisten rechtzeitig emigrieren, aber 14 von ihnen wurden deportiert und ermordet, darunter das Kind Margot Levy, die 1937 in Aach geboren wurde.
Im Jahr 1794 wurde das Linke Rheinufer von französischen Revolutionstruppen eingenommen. Von 1798 bis 1814 gehörte der Ort zum französischen Kanton Pfalzel im Saardepartement und war Hauptort einer Mairie. Nach den Beschlüssen des Wiener Kongresses wurde 1815 das Saardepartement fast vollständig dem Königreich Preußen zugesprochen. Unter preußischer Verwaltung wurde Aach 1816 Sitz der Bürgermeisterei Aach, zu der verwaltungsmäßig auch die Gemeinden Beßlich, Lorich, Newel und Olk gehörten, und wurde dem damals neu geschaffenen Landkreis Trier im gleichnamigen Regierungsbezirk zugeordnet. Diese gehörten von 1822 an bis 1945 zur preußischen Rheinprovinz. Nach dem Zweiten Weltkrieg kam Aach 1946 zum damals neu gebildeten Land Rheinland-Pfalz und gehörte ab 1969 zum Landkreis Trier-Saarburg.
Bevölkerungsentwicklung
Die Entwicklung der Einwohnerzahl der Gemeinde Aach, die Werte von 1871 bis 1987 beruhen auf Volkszählungen:
| Jahr | Einwohner |
| ---- | --------- |
| 1815 | 268       |
| 1835 | 333       |
| 1871 | 424       |
| 1905 | 419       |
| 1939 | 481       |
| 1950 | 479       |
| 1961 | 535       |

| Jahr | Einwohner |
| ---- | --------- |
| 1970 | 894       |
| 1987 | 1.146     |
| 1997 | 1.129     |
| 2005 | 1.136     |
| 2011 | 1.113     |
| 2017 | 1.116     |
| 2023 | 1.104     |

## Politik

### Gemeinderat
Der Ortsgemeinderat in Aach besteht aus 16 Ratsmitgliedern, die bei der Kommunalwahl am 9. Juni 2024 in einer Mehrheitswahl gewählt wurden, und der ehrenamtlichen Ortsbürgermeisterin als Vorsitzender.

### Ortsbürgermeister
Claudia Thielen (CDU) wurde im Mai 2015 vom Gemeinderat zur neuen Ortsbürgermeisterin gewählt. Bei der Direktwahl am 26. Mai 2019 wurde sie mit einem Stimmenanteil von 89,53 % für weitere fünf Jahre in ihrem Amt bestätigt. Bei der Direktwahl am 9. Juni 2024 wurde sie mit 91,5 % der Stimmen ohne Gegenkandidat erneut wiedergewählt. Die Wahlbeteiligung lag bei 65,5 %.
Thielens Vorgänger Ralf Kierspel (CDU) hatte das Amt im Juli 2006 von Josef Krein (CDU) übernommen, der es zuvor 22 Jahre innehatte, und es zum Jahresende 2014 aus beruflichen Gründen niedergelegt, nachdem er bei der Kommunalwahl 2014 nicht erneut kandidiert hatte. Daraufhin hatte die Kommunalaufsicht vorübergehend Otmar Coura als Beauftragten eingesetzt, der die Amtsgeschäfte der Gemeinde fortführte.

## Sehenswürdigkeiten

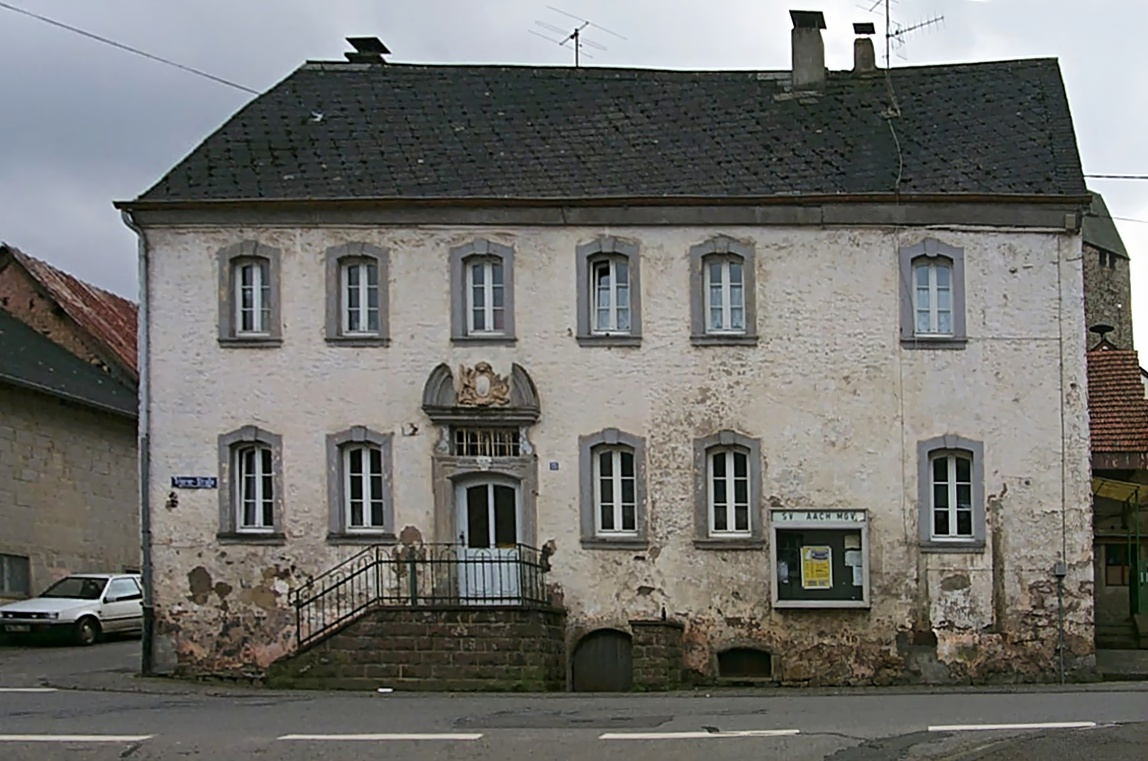
Hofhaus des ehemaligen Klosters St. Irminen

- Zinnfiguren-Museum (seit 2007 im Freilichtmuseum Roscheider Hof)
- Pfarrkirche St. Hubertus
- Hofhaus des ehemaligen Trierer Klosters St. Irminen
- Ehemalige Synagoge in der Ortsmitte und Jüdischer Friedhof an der Straße nach Trier

Siehe auch: Liste der Kulturdenkmäler in Aach

## Wirtschaft und Infrastruktur

### Wirtschaft
In früheren Zeiten lebte Aach von der Landwirtschaft und der Steinindustrie (Sandstein, Muschelkalk). Heute ist Aach wirtschaftlich stark an die Stadt Trier angebunden. Eine bedeutende Rolle spielte auch der Obstanbau auf Streuobstwiesen. Ein bekanntes Produkt in dieser Zeit war der Aacher Viez, der aus Äpfeln und Birnen gewonnen wurde.

### Verkehr
Zu erreichen ist der Ort über die Autobahn A 64 Trier–Luxemburg (Ausfahrt Trier/Köln/Aachen/Bitburg) und die B 51 Trier–Bitburg (Ausfahrt Aach).
Der Ort liegt an der alten Römerstraße Trier–Neuss.

### Bildung
Eine eigene Grundschule gibt es in Aach nicht mehr. Die Grundschüler gehen i. d. R. in die in Butzweiler gelegene Grundschule Aach-Newel. Haupt- und Realschüler sowie Gymnasiasten fahren mit dem Schulbus zum Schulzentrum Mäusheckerweg in Trier-Ehrang.